# Großer Preis der Türkei 2020
Der Große Preis der Türkei 2020 (offiziell Formula 1 DHL Turkish Grand Prix 2020) fand am 15. November auf dem Istanbul Park Circuit in Istanbul statt und war das 14. Rennen der Formel-1-Weltmeisterschaft 2020.

## Bericht

### Hintergründe
Nach dem Großen Preis der Emilia-Romagna führte Lewis Hamilton in der Fahrerwertung mit 85 Punkten vor Valtteri Bottas und mit 120 Punkten vor Max Verstappen. Bei noch vier ausstehenden Rennen hatten nur noch Hamilton und Bottas die Chance auf den Weltmeistertitel. In der Konstrukteurswertung stand Mercedes mit 253 Punkten Vorsprung auf Red Bull Racing bereits als Weltmeister fest, Renault lag als Dritter 344 Punkte zurück.
Aufgrund der COVID-19-Pandemie wurden verschiedene Rennen der Formel-1-Weltmeisterschaft 2020 abgesagt oder verschoben. Am 25. August 2020 veröffentlichten die Veranstalter der Formel-1-Weltmeisterschaft die letzten vier Rennen des überarbeiteten Rennkalenders. Mit dabei war der Große Preis der Türkei, der erstmals seit 2011 wieder ausgetragen wurde.
Mit Hamilton, Kimi Räikkönen und Sebastian Vettel (jeweils einmal) traten drei ehemalige Sieger zu diesem Grand Prix an.
Als Rennkommissare für dieses Rennwochenende fungierten Gerd Ennser (DEU), Dennis Dean (USA), Derek Warwick (GBR) und Fatih Altayli (TUR).

### Training
Im ersten freien Training fuhr Verstappen mit 1:35,077 Minuten die schnellste Rundenzeit vor Teamkollege Alexander Albon und Charles Leclerc.
Im zweiten freien Training erzielte Verstappen mit 1:28,330 Minuten erneut die Bestzeit vor Leclerc und Bottas.
Im dritten freien Training war wieder Verstappen Schnellster mit einer Rundenzeit von 1:48,485 Minuten vor Leclerc und Albon. Alle Fahrer bis auf Daniel Ricciardo setzten wegen des Regens ihre schnellsten Zeiten auf Intermediates, George Russell, Nicholas Latifi sowie Hamilton fuhren keine gezeiteten Runden.

### Qualifying
Das Qualifying bestand aus drei Teilen mit einer Nettolaufzeit von 45 Minuten. Im ersten Qualifying-Segment (Q1) hatten die Fahrer 18 Minuten Zeit, um sich für das Rennen zu qualifizieren. Alle Fahrer, die im ersten Abschnitt eine Zeit erzielten, die maximal 107 Prozent der schnellsten Rundenzeit betrug, qualifizierten sich für den Grand Prix. Die besten 15 Fahrer erreichten den nächsten Teil. Das Qualifyingsegment wurde wegen des starken Regens sowie eines Drehers von Romain Grosjean zweimal unterbrochen. Er, sein Teamkollege Kevin Magnussen sowie Daniil Kwjat und die beiden Williams-Piloten scheiterten an der 107-Prozent-Zeit und schieden aus, durften aber trotzdem starten. Verstappen erzielte mit 1:57,485 Minuten die Bestzeit.
Der zweite Abschnitt (Q2) dauerte 15 Minuten. Die schnellsten zehn Piloten qualifizierten sich für den dritten Teil des Qualifyings und mussten mit den hier verwendeten Reifen das Rennen starten, alle anderen hatten freie Reifenwahl für den Rennstart. Verstappen fuhr erneut die schnellste Runde, Pierre Gasly sowie beide Ferrari und McLaren schieden aus.
Der letzte Abschnitt (Q3) ging über eine Zeit von zwölf Minuten, in denen die ersten zehn Startpositionen vergeben wurden. Lance Stroll fuhr mit 1:47,765 Minuten die Bestzeit vor Verstappen und seinem Teamkollegen Sergio Pérez. Es war Strolls erste Pole-Position, die erste für Racing Point sowie die erste für einen kanadischen Rennfahrer seit dem Großen Preis von Europa 1997. Damit startete zum ersten Mal in dieser Saison kein Mercedes aus der ersten Startreihe.

### Rennen
Bis wenige Minuten vor dem Start fiel Regen auf die Strecke. Als Russell nach einigen Installationsrunden an die Box zurückkehrte, prallte er gegen eine Wand und beschädigte den Frontflügel. Er war zwar startfähig, allerdings nur aus der Boxengasse. Die Strecke war sehr nass, so dass alle Fahrer außer dem Williams-Duo auf Full-Wets starteten. Antonio Giovinazzi landete in den Einführungsrunde im Kiesbett, schaffte es aber, die Startaufstellung zu erreichen und am Rennen teilzunehmen.
Beim Start behielt Stroll souverän die Führung, während Verstappen einen schlechten Start hatte und von mehreren Autos überholt wurde. Einen hervorragenden Start hatte derweil Vettel, der von Platz elf auf Platz vier landete. In der ersten Kurve kollidierten Esteban Ocon, angeschoben von seinem Teamkollegen Ricciardo, und Bottas: Beide drehten sich. In der ersten Runde machte zudem Hamilton in Kurve Neun einen Fehler, als er von Vettel und dann vom Red Bull Racing-Duo überholt wurde. Dann folgten Ricciardo, Räikkönen, Carlos Sainz jr. und Magnussen. Hinten war Bottas der Protagonist eines weiteren Drehers, als er versuchte, Ocon in Kurve Neun zu überholen. Der französische Fahrer kehrte aufgrund eines Reifenschadens erneut an die Box zurück und wechselte nun auch auf Full-Wets.
In den ersten Runden baute Stroll seinen Vorsprung auf seinen Teamkollegen Pérez auf rund sechs Sekunden aus. Allerdings war das Racing-Point-Duo sehr konkurrenzfähig, so dass es über 15 Sekunden Vorsprung vor dem von Verstappen unter Druck gesetzten Drittplatzierten Vettel vorweisen konnte. Aufgrund der niedrigen Temperaturen trocknete die Strecke nur sehr langsam ab, aber in Runde sechs war Leclerc, der auf dem 14. Platz lag, der Erste, der Intermediate-Reifen montierte, und als 19. auf die Strecke zurückkehrte. Leclerc war mit den neuen Reifen sofort konkurrenzfähig, so dass Vettel, Hamilton und Räikkönen in Runde acht an die Box zurückkehrten. In der neunten Runde stoppte der Spitzenreiter Stroll, in der folgenden Runde Pérez, Ricciardo und Sainz jr. In der elften Runde war Verstappen an der Reihe, der mit den Regenreifen sehr vertraut war, nachdem er zuvor mehrere schnelle Runden gefahren war. Der Niederländer schaffte es, vor Vettel wieder auf die Strecke zu kommen, der von Hamilton verfolgt wurde, der die schnellste Runde fuhr. In der zwölften Runde entschied sich Albon ebenfalls für Intermediate-Reifen. Kurz darauf musste Giovinazzi seinen Alfa Romeo am Streckenrand abstellen. Die Rennleitung setzte zur Bergung das virtuelle Safety-Car ein.
Nach den diversen Reifenwechseln lag weiterhin das Racing-Point-Duo Stroll-Pérez in Führung, vor Verstappen, Vettel, Hamilton, Albon und Ricciardo. In Runde 16 griff Hamilton Vettel in Kurve zwölf an, ging aber aufgrund eines Bremsproblems neben die Strecke und wurde wiederum von Albon überholt. In der folgenden Runde überholte der Thailänder dann auch den Ferrari-Piloten, der Schwierigkeiten hatte, die Intermediate-Reifen auf Temperatur zu bringen. Stroll führte mit acht Sekunden Vorsprung auf Pérez, der von Verstappen eingeholt wurde. In der 20. Runde versuchte dieser, den Mexikaner zu überholen, landete jedoch in Kurve elf auf der nassen Bordsteinkante, drehte sich und wurde von Albon, Vettel und Hamilton überholt. Verstappen musste aufgrund platter Reifen einen erneuten Boxenstopp einlegen und montierte einen weiteren Satz Intermediates. Er kehrte als Achter hinter Sainz jr. ins Rennen zurück.
In den folgenden Runden, in denen die Strecke abzutrocknen begann, wenn auch nicht gleichmäßig, war es der andere Red Bull Racing-Fahrer, der sich Pérez näherte, der den Abstand zu Stroll verringerte. Das Tempo war bei den Racing Points aufgrund des hohen Reifenverschleißes recht langsam. Auch Vettel näherte sich der Paarung Pérez-Albon. In der 30. Runde machte Leclerc seinen zweiten Boxenstopp und montierte erneut Intermediate-Reifen. Zwei Runden später war Ricciardo an der Reihe. Sie konnten nun auch das DRS benutzen. In der 33. Runde machte Vettel seinen zweiten Boxenstopp, während Albon sich in Kurve vier drehte, was dazu führte, dass er hinter Hamilton auf die Strecke zurückkehrte. Der Thailänder stoppte in Runde 35 an der Box. Der Führende des Rennens, Stroll, entschied sich in Runde 36 ebenfalls für Intermediate-Reifen und überließ die Führung Pérez, der von Hamilton eingeholt wurde, der ein starkes Comeback feierte. In Runde 37 überholte der Brite in Kurve zwölf mithilfe des DRS den Mexikaner und kletterte auf den ersten Platz.
Dritter war Verstappen vor Stroll, Vettel, Albon, Leclerc und Sainz jr. Strolls Renntempo wurde aufgrund eines plötzlichen Reifenverschleißes nicht mehr konkurrenzfähig, so dass er in der 38. Runde von Vettel, Albon und Leclerc überholt wurde. In der nächsten Runde überholte Leclerc Vettel und war Vierter. Sainz jr. überholte nun auch Stroll und Albon. An der Spitze baute Hamilton den Vorsprung auf Pérez sofort auf über zehn Sekunden aus. Die beiden waren auch die einzigen, die den zweiten Stopp noch nicht eingelegt hatten. In der 43. Runde überholte Leclerc Verstappen beim Bremsen in Kurve zwölf und rückte auf den dritten Platz vor. In derselben Runde kam der Niederländer zum dritten Stopp an die Box und kehrte als Siebter vor Stroll ins Rennen zurück. Hamilton, der der Box mitteilte, dass er einen Reifenschaden befürchtete, vergrößerte den Abstand zu Pérez weiter auf über 20 Sekunden. Unterdessen näherte sich Verstappen seinem Teamkollegen Albon und konnte ihn überholen. In Runde 55 verlor Stroll eine weitere Position, diesmal an Lando Norris. In den letzten Runden konnte Leclerc trotz einiger Fehler den Rückstand auf Pérez verkürzen. In der letzten Runde macht der Mexikaner in Kurve neun einen Fehler und der Monegasse rückte auf den zweiten Platz vor. Am Ende der Geraden, die zum Bremsabschnitt in Kurve zwölf führte, verzögerte Leclerc jedoch das Bremsen, fuhr lange und wurde von Pérez überholt. Auch Vettel, nicht weit von den beiden entfernt, nutzte die Situation, um auf die dritte Stufe des Podiums zu klettern.
Hamilton gewann mit nur einem Boxenstopp und abgefahrenen Intermediates das Rennen demnach vor Pérez und Vettel. Es war Vettels einzige Podiumsplatzierung der Saison sowie seine letzte für Ferrari. Für Hamilton war es der 94. Sieg in der Formel-1-Weltmeisterschaft. Die restlichen Punkteränge belegten Leclerc, Sainz jr., Verstappen, Albon, Norris, Stroll und Ricciardo. Norris erzielte die schnellste Rennrunde und erhielt dafür einen Extrapunkt.
In der Fahrerwertung stand Hamilton nach diesem Rennen als Weltmeister fest, diesen Titel gewann er zum siebten Mal und zog damit mit dem bisherigen Rekordhalter Michael Schumacher gleich. Bottas und Verstappen blieben Zweiter und Dritter. In der Konstrukteurswertung übernahm Racing Point Platz drei, Renault fiel hinter McLaren auf Rang fünf zurück.

## Meldeliste
| Team                          | Nr. | Fahrer             | Chassis                            | Motor                              | Reifen |
| ----------------------------- | --- | ------------------ | ---------------------------------- | ---------------------------------- | ------ |
| Mercedes-AMG Petronas F1 Team | 44  | Lewis Hamilton     | Mercedes-AMG F1 W11 EQ Performance | Mercedes-AMG F1 M11 EQ Performance | P      |
| Mercedes-AMG Petronas F1 Team | 77  | Valtteri Bottas    | Mercedes-AMG F1 W11 EQ Performance | Mercedes-AMG F1 M11 EQ Performance | P      |
| Scuderia Ferrari              | 05  | Sebastian Vettel   | Ferrari SF1000                     | Ferrari 065                        | P      |
| Scuderia Ferrari              | 16  | Charles Leclerc    | Ferrari SF1000                     | Ferrari 065                        | P      |
| Aston Martin Red Bull Racing  | 33  | Max Verstappen     | Red Bull Racing RB16               | Honda RA620H                       | P      |
| Aston Martin Red Bull Racing  | 23  | Alexander Albon    | Red Bull Racing RB16               | Honda RA620H                       | P      |
| McLaren F1 Team               | 55  | Carlos Sainz jr.   | McLaren MCL35                      | Renault E-Tech 20                  | P      |
| McLaren F1 Team               | 04  | Lando Norris       | McLaren MCL35                      | Renault E-Tech 20                  | P      |
| Renault DP World F1 Team      | 03  | Daniel Ricciardo   | Renault R.S.20                     | Renault E-Tech 20                  | P      |
| Renault DP World F1 Team      | 31  | Esteban Ocon       | Renault R.S.20                     | Renault E-Tech 20                  | P      |
| Scuderia AlphaTauri Honda     | 26  | Daniil Kwjat       | AlphaTauri AT01                    | Honda RA620H                       | P      |
| Scuderia AlphaTauri Honda     | 10  | Pierre Gasly       | AlphaTauri AT01                    | Honda RA620H                       | P      |
| BWT Racing Point F1 Team      | 11  | Sergio Pérez       | Racing Point RP20                  | BWT Mercedes                       | P      |
| BWT Racing Point F1 Team      | 18  | Lance Stroll       | Racing Point RP20                  | BWT Mercedes                       | P      |
| Alfa Romeo Racing Orlen       | 07  | Kimi Räikkönen     | Alfa Romeo Racing C39              | Ferrari 065                        | P      |
| Alfa Romeo Racing Orlen       | 99  | Antonio Giovinazzi | Alfa Romeo Racing C39              | Ferrari 065                        | P      |
| Haas F1 Team                  | 08  | Romain Grosjean    | Haas VF-20                         | Ferrari 065                        | P      |
| Haas F1 Team                  | 20  | Kevin Magnussen    | Haas VF-20                         | Ferrari 065                        | P      |
| Williams Racing               | 63  | George Russell     | Williams FW43                      | Mercedes-AMG F1 M11 EQ Performance | P      |
| Williams Racing               | 06  | Nicholas Latifi    | Williams FW43                      | Mercedes-AMG F1 M11 EQ Performance | P      |

## Klassifikationen

### Qualifying
| Pos.                                                                      | Fahrer             | Konstrukteur              | Q1       | Q2       | Q3       | Start |
| ------------------------------------------------------------------------- | ------------------ | ------------------------- | -------- | -------- | -------- | ----- |
| 01                                                                        | Lance Stroll       | Racing Point-BWT Mercedes | 2:07,467 | 1:53,372 | 1:47,765 | 01    |
| 02                                                                        | Max Verstappen     | Red Bull Racing-Honda     | 1:57,485 | 1:50,293 | 1:48,055 | 02    |
| 03                                                                        | Sergio Pérez       | Racing Point-BWT Mercedes | 2:07,614 | 1:54,097 | 1:49,321 | 03    |
| 04                                                                        | Alexander Albon    | Red Bull Racing-Honda     | 1:59,431 | 1:52,282 | 1:50,448 | 04    |
| 05                                                                        | Daniel Ricciardo   | Renault                   | 2:05,598 | 1:54,278 | 1:51,595 | 05    |
| 06                                                                        | Lewis Hamilton     | Mercedes                  | 2:07,599 | 1:52,709 | 1:52,560 | 06    |
| 07                                                                        | Esteban Ocon       | Renault                   | 2:06,115 | 1:53,657 | 1:52,622 | 07    |
| 08                                                                        | Kimi Räikkönen     | Alfa Romeo Racing-Ferrari | 2:01,249 | 1:53,793 | 1:52,745 | 08    |
| 09                                                                        | Valtteri Bottas    | Mercedes                  | 2:07,001 | 1:53,767 | 1:53,258 | 09    |
| 10                                                                        | Antonio Giovinazzi | Alfa Romeo Racing-Ferrari | 2:07,341 | 1:53,431 | 1:57,226 | 10    |
| 11                                                                        | Lando Norris       | McLaren-Renault           | 2:07,167 | 1:54,945 | –        | 14    |
| 12                                                                        | Sebastian Vettel   | Ferrari                   | 2:03,356 | 1:55,169 | –        | 11    |
| 13                                                                        | Carlos Sainz jr.   | McLaren-Renault           | 2:07,489 | 1:55,410 | –        | 16    |
| 14                                                                        | Charles Leclerc    | Ferrari                   | 2:04,464 | 1:56,696 | –        | 12    |
| 15                                                                        | Pierre Gasly       | AlphaTauri-Honda          | 2:05,579 | 1:58,556 | –        | 19    |
| 107-Prozent-Zeit: 2:05,708 min (bezogen auf Q1-Bestzeit von 1:57,485 min) |                    |                           |          |          |          |       |
| DNQ                                                                       | Kevin Magnussen    | Haas-Ferrari              | 2:08,007 | –        | –        | 13    |
| DNQ                                                                       | Daniil Kwjat       | AlphaTauri-Honda          | 2:09,070 | –        | –        | 16    |
| DNQ                                                                       | George Russell     | Williams-Mercedes         | 2:10,017 | –        | –        | 20    |
| DNQ                                                                       | Romain Grosjean    | Haas-Ferrari              | 2:12,909 | –        | –        | 17    |
| DNQ                                                                       | Nicholas Latifi    | Williams-Mercedes         | 2:21,611 | –        | –        | 18    |

Anmerkungen
1. ↑  Norris wurde wegen des Missachtens doppelt geschwenkter gelber Flaggen um fünf Startplätze nach hinten versetzt.
2. ↑  Sainz jr. wurde um drei Startplätze nach hinten versetzt, da er Pérez im Qualifying behindert hatte.
3. ↑  Gasly musste vom Ende des Feldes starten, da an seinem Fahrzeug ein Motorwechsel durchgeführt wurde, als es unter Parc-fermé-Bedingungen stand.
4. 1 2 3 4 5  Magnussen, Kwjat, Russell, Grosjean und Latifi wurde erlaubt zu starten, da die Strecke im Qualifying nass war.
5. ↑  Russell musste für die Verwendung des vierten Verbrennungsmotors, des vierten Turboladers und der vierten MGU-H in dieser Saison vom Ende des Feldes starten.
6. ↑  Russell wurde wegen des Missachtens doppelt geschwenkter gelber Flaggen um fünf Startplätze nach hinten versetzt.

### Rennen
| Pos. | Fahrer             | Konstrukteur              | Runden | Stopps | Zeit        | Start | Schnellste Runde |
| ---- | ------------------ | ------------------------- | ------ | ------ | ----------- | ----- | ---------------- |
| 01   | Lewis Hamilton     | Mercedes                  | 58     | 1      | 1:42:19,313 | 06    | 1:39,413 (56.)   |
| 02   | Sergio Pérez       | Racing Point-BWT Mercedes | 58     | 1      | + 31,633    | 03    | 1:40,392 (50.)   |
| 03   | Sebastian Vettel   | Ferrari                   | 58     | 2      | + 31,960    | 11    | 1:39,662 (53.)   |
| 04   | Charles Leclerc    | Ferrari                   | 58     | 2      | + 33,858    | 12    | 1:39,961 (47.)   |
| 05   | Carlos Sainz jr.   | McLaren-Renault           | 58     | 2      | + 34,363    | 15    | 1:38,754 (56.)   |
| 06   | Max Verstappen     | Red Bull Racing-Honda     | 58     | 3      | + 44,873    | 02    | 1:38,431 (53.)   |
| 07   | Alexander Albon    | Red Bull Racing-Honda     | 58     | 2      | + 46,484    | 04    | 1:39,099 (54.)   |
| 08   | Lando Norris       | McLaren-Renault           | 58     | 2      | + 1:01,259  | 14    | 1:36,806 (58.)   |
| 09   | Lance Stroll       | Racing Point-BWT Mercedes | 58     | 2      | + 1:12,353  | 01    | 1:39,921 (55.)   |
| 10   | Daniel Ricciardo   | Renault                   | 58     | 2      | + 1:35,460  | 05    | 1:40,677 (54.)   |
| 11   | Esteban Ocon       | Renault                   | 57     | 2      | + 1 Runde   | 07    | 1:41,006 (55.)   |
| 12   | Daniil Kwjat       | AlphaTauri-Honda          | 57     | 1      | + 1 Runde   | 16    | 1:41,019 (53.)   |
| 13   | Pierre Gasly       | AlphaTauri-Honda          | 57     | 2      | + 1 Runde   | 19    | 1:39,586 (53.)   |
| 14   | Valtteri Bottas    | Mercedes                  | 57     | 2      | + 1 Runde   | 09    | 1:38,193 (57.)   |
| 15   | Kimi Räikkönen     | Alfa Romeo Racing-Ferrari | 57     | 3      | + 1 Runde   | 08    | 1:39,743 (57.)   |
| 16   | George Russell     | Williams-Mercedes         | 57     | 2      | + 1 Runde   | 20    | 1:40,814 (51.)   |
| 17   | Kevin Magnussen    | Haas-Ferrari              | 55     | 2      | DNF         | 13    | 1:40,948(45.)    |
| –    | Romain Grosjean    | Haas-Ferrari              | 49     | 2      | DNF         | 17    | 1:43,281 (38.)   |
| –    | Nicholas Latifi    | Williams-Mercedes         | 39     | 2      | DNF         | 18    | 1:43,495 (32.)   |
| –    | Antonio Giovinazzi | Alfa Romeo Racing-Ferrari | 11     | 1      | DNF         | 10    | 1:51,122 (11.)   |

## WM-Stände nach dem Rennen
Die ersten zehn des Rennens bekamen 25, 18, 15, 12, 10, 8, 6, 4, 2 bzw. 1 Punkt(e). Zusätzlich gab es einen Punkt für die schnellste Rennrunde, da der Fahrer unter den ersten zehn landete.

### Fahrerwertung
| Pos. | Fahrer           | Konstrukteur              | Punkte |
| ---- | ---------------- | ------------------------- | ------ |
| 01   | Lewis Hamilton   | Mercedes                  | 307    |
| 02   | Valtteri Bottas  | Mercedes                  | 197    |
| 03   | Max Verstappen   | Red Bull Racing-Honda     | 170    |
| 04   | Sergio Pérez     | Racing Point-BWT Mercedes | 100    |
| 05   | Charles Leclerc  | Ferrari                   | 97     |
| 06   | Daniel Ricciardo | Renault                   | 96     |
| 07   | Carlos Sainz jr. | McLaren-Renault           | 75     |
| 08   | Lando Norris     | McLaren-Renault           | 74     |
| 09   | Alexander Albon  | Red Bull Racing-Honda     | 70     |
| 10   | Pierre Gasly     | AlphaTauri-Honda          | 63     |
| 11   | Lance Stroll     | Racing Point-BWT Mercedes | 59     |

| Pos. | Fahrer             | Konstrukteur              | Punkte |
| ---- | ------------------ | ------------------------- | ------ |
| 12   | Esteban Ocon       | Renault                   | 40     |
| 13   | Sebastian Vettel   | Ferrari                   | 33     |
| 14   | Daniil Kwjat       | AlphaTauri-Honda          | 26     |
| 15   | Nico Hülkenberg    | Racing Point-BWT Mercedes | 10     |
| 16   | Kimi Räikkönen     | Alfa Romeo Racing-Ferrari | 4      |
| 17   | Antonio Giovinazzi | Alfa Romeo Racing-Ferrari | 4      |
| 18   | Romain Grosjean    | Haas-Ferrari              | 2      |
| 19   | Kevin Magnussen    | Haas-Ferrari              | 1      |
| 20   | Nicholas Latifi    | Williams-Mercedes         | 0      |
| 21   | George Russell     | Williams-Mercedes         | 0      |

### Konstrukteurswertung
| Pos. | Konstrukteur              | Punkte |
| ---- | ------------------------- | ------ |
| 1    | Mercedes                  | 504    |
| 2    | Red Bull Racing-Honda     | 240    |
| 3    | Racing Point-BWT Mercedes | 154    |
| 4    | McLaren-Renault           | 149    |
| 5    | Renault                   | 136    |

| Pos. | Konstrukteur              | Punkte |
| ---- | ------------------------- | ------ |
| 06   | Ferrari                   | 130    |
| 07   | AlphaTauri-Honda          | 89     |
| 08   | Alfa Romeo Racing-Ferrari | 8      |
| 09   | Haas-Ferrari              | 3      |
| 10   | Williams-Mercedes         | 0      |